# Society of United Irishmen

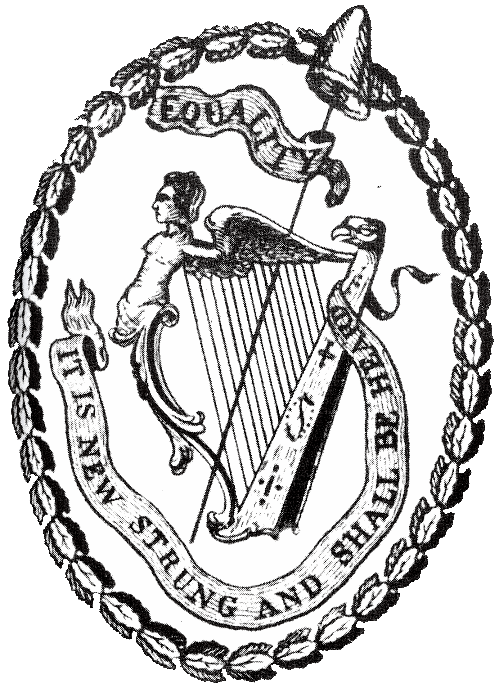
Symbole der United Irishmen: die ungekrönte Harfe und die Jakobinermütze

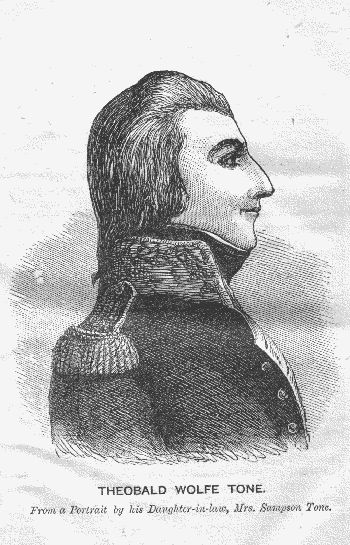
Theobald Wolfe Tone

Die Society of United Irishmen (irisch Cumann na nÉireannach Aontaithe, deutsch Gesellschaft der Vereinigten Iren) wurde gegen Ende des 18. Jahrhunderts als eine Reformgesellschaft gegründet und entwickelte sich zu einer Bewegung für die Schaffung einer irischen Republik. 

## Entstehung
Auslösend für die Bewegung war die Unzufriedenheit der bürgerlichen Schicht angesichts der stagnierenden politische Lage in jener Zeit. In Dublin tagte zwar ein irisches Parlament, doch es war alles andere als ein Gremium, das Entscheidungen im Sinne des Landes traf. Das Wahlrecht genossen ohnehin nur Protestanten, und unter diesen meist nur einige wenige Mitglieder begüterter Landbesitzerdynastien. Großbritannien konnte diese einflussreiche Elite durch entsprechende Patronage loyal stimmen, so dass das irische Parlament dem britischen de facto völlig untergeordnet war und zum Machtinstrument Londons verkam. Katholiken durften, als Auswirkung der noch in Kraft gebliebenen Penal Laws, weder wählen noch ein politisches Amt bekleiden. Doch es waren zunächst meist presbyterianische Protestanten aus der aufstrebenden städtischen Mittelschicht, die unter dem Einfluss der Schriften von Thomas Paine und der Französischen Revolution nach mehr politischer Eigenständigkeit gegenüber Großbritannien strebten. Zu einem geringeren Maße setzten sie sich jedoch auch für die restlose Abschaffung der diskriminierenden Gesetzgebung ein, die Katholiken eine Gleichberechtigung bislang verwehrte. Richtungsweisend waren vor allem die Ausführungen von Theobald Wolfe Tone, der für eine Allianz aller Iren plädierte, unabhängig von deren Konfession und Stand. Unter diesem Eindruck fand am 18. Oktober 1791 in Belfast das erste Treffen der Society of United Irishmen statt. Sie verstand sich als öffentliches Diskussionsforum über die Zukunft der irischen Nation. Zu den Gründungsmitgliedern gehörten auch Angehörige der Peerage of Ireland wie etwa Archibald Hamilton Rowan.

## Frankreich
Die vorerst legale Gruppe fand schnell auch Anhängerschaft in Dublin und suchte dem Kontakt zu breiteren Schichten der Bevölkerung. Die Bewegung stand den französischen Revolutionsideen interessiert, aber nicht vorbehaltlos offen gegenüber. Mit der Kriegserklärung Frankreichs an Großbritannien im Jahr 1793 stufte London die United Irishmen als subversiv ein und verbot sie. Ihre Mitglieder und Sympathisanten setzten daraufhin ihre Arbeit im Untergrund fort und suchten engeren Kontakt mit Frankreich. Die Gefahr, die britische Vorherrschaft später durch eine französische Dominanz einzutauschen war den Beteiligten bewusst, doch sie sahen angesichts der sich zuspitzenden Lage in Irland keinen anderen Ausweg. Die notleidende katholische Bevölkerung schloss sich in wachsenden Zahlen militanten Geheimgesellschaften wie den Defenders an, die sich zu spontanen und unorganisierten Aktionen gegen akute Missstände zusammenfanden. Britische Truppen und lokal rekrutierte Milizen wurden eingesetzt, um diese örtlich begrenzten Revolten niederzuschlagen und alle potentiellen Aufrührer zu entwaffnen. Den Führern der United Irishmen schien die Zeit reif zu sein für einen landesweiten Aufstand, falls französische Truppen den verstreuten Aufständischen mit einer Landung in Irland ein entsprechendes Signal gäben. Wolfe Tone war bereits in Frankreich und fand für sein Anliegen in der Tat die erhoffte Unterstützung. 1796 brach eine französische Flotte unter dem Befehl von General Lazare Hoche mit 15.000 Mann auf, doch Schiffbrüche, schwere See sowie widrige Winde verhinderten die Anlandung der Truppen, worauf die Schiffe unverrichteter Dinge nach Brest zurückkehrten. Großbritannien war sich bewusst, wie glücklich es einer Invasion an seiner unsicheren Westflanke entgangen war und forcierte das Auftreten gegenüber allen irischen Separatisten. Insbesondere machte es sich die sektiererischen Spannungen in Ulster zu Nutze, in dem es sich auch auf radikale Elemente des protestantischen Oranier-Orden stützte, um dem schwelenden Aufruhr der katholischen Mehrheit mit allen Mitteln ein Ende zu setzen.

## Rebellion
Doch selbst wenn die französische Landung geglückt wäre, so hätte dies kaum zu einem Aufstand in ganz Irland geführt. Der Optimismus der United Irishmen war übertrieben, was die Revolutionsstimmung der Katholiken betraf. Vielen von ihnen waren loyal gegenüber der Krone und dienten auch in örtlichen Milizen, die mit dem britischen Militär kooperierten. Um Katholiken für ihre Sache zu mobilisieren, stellten sich die Irishmen als Gegenbewegung zu den Orangemen dar, wobei sie deren gewaltsame Ausschreitungen im Norden Irlands herausstrichen. Dadurch wuchs der Zulauf an Unterstützern, die aber kaum in die Organisation integriert wurden und keinem zentralen Kommando unterstanden. Insgesamt war die Führung über die Verhältnisse in den Provinzen nur unzureichend informiert und besaß nur lückenhafte Kontrolle. Die britischen Behörden dagegen hatten die United Irishmen mit Informanten infiltriert und waren über die Geschehnisse gut im Bilde. Bevor die Irische Rebellion von 1798 ausbrach, verhafteten sie die führenden Köpfe und beraubte den Aufstand der Koordination. Die Rebellen mochten nicht mehr auf die lange versprochene französische Hilfe warten und schlugen los. Dabei kam es zu Morden und Plünderungen an wohlhabende Protestanten durch die aufständische Landbevölkerung. Genau diesen sektiererischen Hass hatte man aber nicht schüren wollen, als man die Angst vor den Orangemen beschwor. Doch von einem Bündnis der Konfessionen konnte nun keine Rede mehr sein. 

## Rückblick
In der Betrachtung des protestantischen Teils der Bevölkerung wurde die Rebellion vielfach auf die Gewaltexzesse reduziert, die gegen ihre Mitglieder gerichtet waren. Dabei wird jedoch die Tatsache ignoriert, dass die Opferzahlen an Katholiken um ein Vielfaches höher lagen. Viele von ihnen wurden auf bloßen Verdacht der Rebellion getötet und ganze Ortschaften niedergebrannt. Im Gegensatz dazu betrachteten irische Nationalisten späterer Epochen das Aufbegehren der United Irishmen als Aufstand des irischen Volkes, der von britischen Truppen brutal niedergeschlagen wurde. Diese Sichtweise geht darüber hinweg, dass an der Niederschlagung zu einem großen Teil auch Iren katholischen Glaubens beteiligt waren. 